# لئوناردو د فیگوئرا

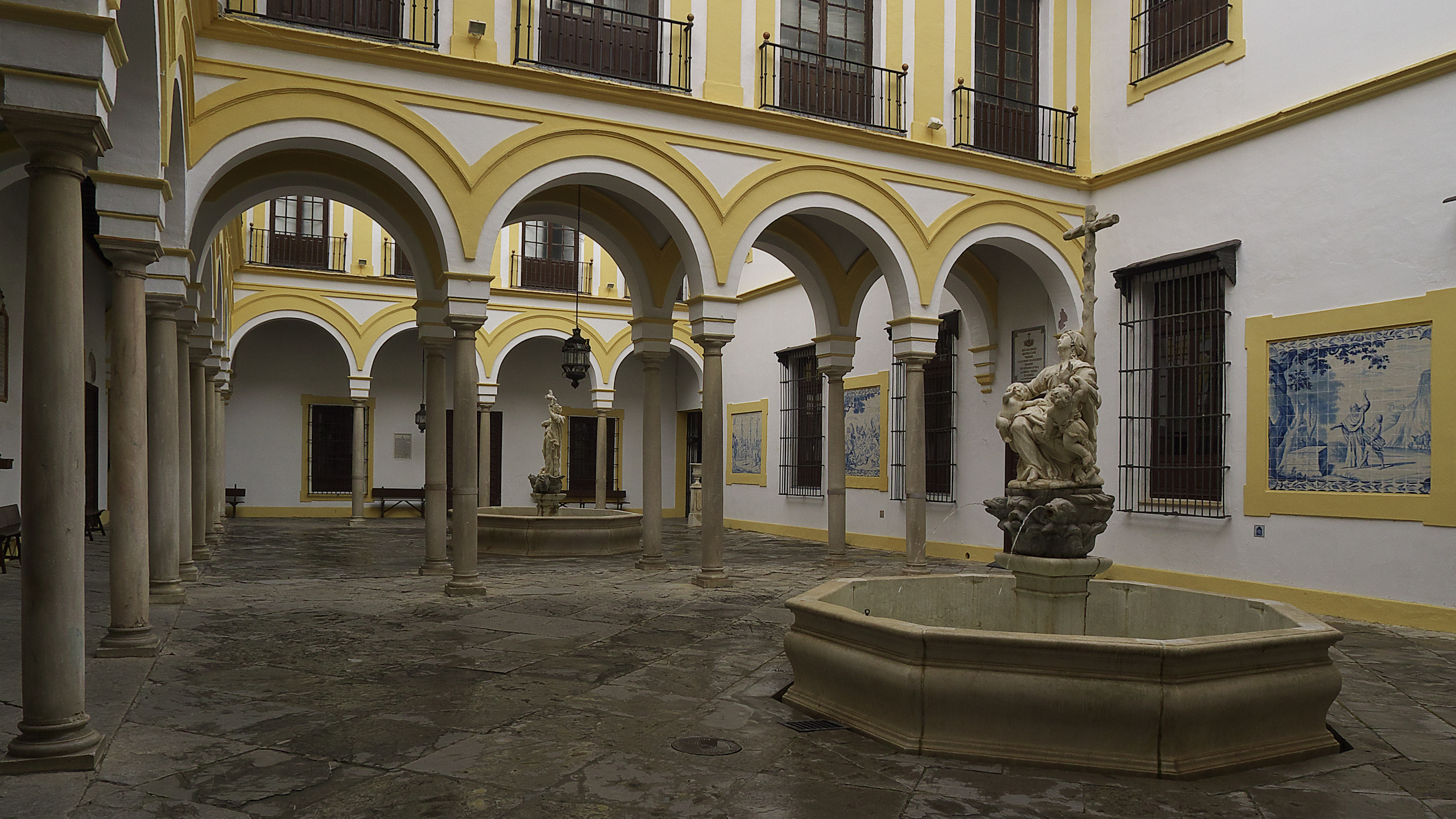
پاسیوهایی که با طاق های دوتایی از هم جدا شده اند. ساخته شده توسط لئوناردو دی فیگوروآ (1680)

 لئوناردو د فیگوئرا (انگلیسی: Leonardo de Figueroa؛ ۱۶۵۰ – ۱۷۳۰) یک معمار اهل اسپانیا بود.